# Сипневко
Сипневко (пол. Sypniewko, нім. Neu Zippnow) — село в Польщі, у гміні Ястрове Злотовського повіту Великопольського воєводства.
Населення — 37 осіб (2011).
У 1975-1998 роках село належало до Пільського воєводства.

## Демографія
Демографічна структура станом на 31 березня 2011 року:
|          | Загалом | Допрацездатний вік | Працездатний вік | Постпрацездатний вік |
| -------- | ------- | ------------------ | ---------------- | -------------------- |
| Чоловіки | 20      | 4                  | 15               | 1                    |
| Жінки    | 17      | 3                  | 9                | 5                    |
| Разом    | 37      | 7                  | 24               | 6                    |